# Nikolaus zu Dohna-Schlodien
Nikolaus Burggraf und Graf zu Dohna-Schlodien, född 5 april 1879 i Mallmitz, provinsen Schlesien, död 21 augusti 1956 i Baierbach nära Rosenheim, var en tysk greve och sjöofficer.
Under första världskriget var von Dohna-Schlodien chef på hjälpkryssaren Möwe, vilken två resor genombröt den brittiska avspärrningen av Nordsjön och förde ett framgångsrikt handelskrig på världshaven 1915-16 och 1916-17.